# Bitva na Chlebovém poli
Bitva na Chlebovém poli (maďarsky Kenyérmezei csata, rumunsky Bătălia de la Câmpul Pâinii, turecky Ekmek Otlak Savaşı) byla bitva, která se odehrála na tzv. Chlebovém poli (Kenyérmező) u obce Şibot (dnes Rumunsko) v Uhersku 13. října 1479 mezi uherským a tureckým vojskem. Turkům pomáhali i vojáci z Valašska.
Místo leží v západní části území nazývaného Königsboden (Fundus regius), na hranici Huňadské župy. Na místě bitvy nechal sedmihradský vévoda postavit kapli, jejíž místo bylo vidět až do začátku 20. století.
Bitva byla největším uherským vítězstvím nad Turky, kteří se po porážce už nepokoušeli rabovat v Uhersku až do moháčské bitvy.